# Nobody's Fault
Nobody's Fault är en låt av Aerosmith, skriven av Steven Tyler och Brad Whitford och utgiven som det sjätte spåret på albumet Rocks från 1976.
Det har utkommit flera coverversioner av låten, bland annat av Testament på deras album The New Order från 1988, av L.A. Guns på coveralbument Rips the Covers Off från 2004, och av Vince Neil från Mötley Crüe på hans soloalbum Tattoos & Tequila från 2010.